# Georges Séfelin
Georges Séfelin, né le 18 avril 1912 à Prague (alors capitale du royaume de Bohême, au sein de l'Autriche-Hongrie) et mort le 25 novembre 1988 à Nice, est un footballeur franco-tchécoslovaque des années 1930 et 1940. Il évolue au poste de défenseur.

## Biographie
Georges Sefelin joue son premier match en France le 6 septembre 1931, avec le Stade rennais contre le Véloce vannetais. Arrivé la veille de son pays natal, il n'a pas emmené avec lui ses chaussures de football. Chaussant une pointure 45, il lui est impossible de lui trouver une paire à sa taille. Sefelin joue finalement le match avec des chaussures trop petites, ce qui lui vaut deux semaines d'indisponibilité par la suite.

### Carrière internationale
- International tchécoslovaque.